# 遠望のフェルシス Horizon of the earth and sky
『遠望のフェルシス Horizon of the earth and sky』（えんぼうのフェスシス ホライズン オブ ジ アース アンド スカイ）は、2010年7月30日にninetailから発売された18禁ファンタジー学園RPG+SLGである。

## 概要
ninetailブランドの第三作目である本作は、育成シミュレーション要素を含んだRPG作品であり、ninetailにとって初めての試みである。
マシーナ・クロニクルシリーズの第五作目であり、前作『天ツ風 〜傀儡陣風帖〜』の数百年後が舞台となっている。

## システム
本作は、「学園パート」と「迷宮パート」の二つのパートを行き来しながらゲームを進めていく形をとる。
「学園パート」は、アイテムの購入や武器・防具の強化といった迷宮攻略の準備及びクエストの受注を行うパートであると同時に、日々の出来事という形でヒロインたちとの親睦が高まるイベントが発生するパートでもある。
「迷宮パート」は、学園側が出す課題やクエストをこなして単位を得るために迷宮を攻略していくパートである。
迷宮に入る前に仲間から五人を選び、それぞれ前衛、後衛を決めパーティを組み、ランダムに生成される3Dダンジョンを攻略する。
戦闘では攻撃、防御の他に、予め設定したスキルを使うことができ、リミットゲージを満タンにすることで得られるTPというポイントを使うことでスキルをつなげるアサルトチェインを行うことができる。
戦闘シーンは低頭身に描かれたキャラクターたちが戦う様子が描かれている。

## ストーリー
幼い頃から冒険者になることを夢見ていたアベル・ランベルトはヴォロミア特殊技能訓練機関に入学する。幼馴染のフランと共に友人、ライバル、先輩達と、時には競い、時には協力し、冒険者になるための日々を過ごしていた。
しかし、かつて英雄に倒されたはずの魔物の復活、さらにフランを狙う謎の黒騎士など出現など、例年ではありえない異常が起こり始めていた。

## 登場キャラクター
アベル・ランベルト
声：咲久間巧
身長：176cm、種族：ヒューマン・ガイア、クラス：ソードマン/エクスプローラー
本作の主人公。幼い頃に出会った冒険者の老人に憧れ、自らも冒険者になるためにヴォロミア学園に入学した。性格は前向きで明るく、多くの者を惹きつける。冒険者としての資質は高く、隠れた努力家でもあるが、経験不足な面もある。
フランシス・ミラー
声：春日アン
身長：159cm、種族：ヒューマン・ルナ、サイズ：B81/W56/H83、クラス：プリースト
本作のヒロイン。愛称はフラン。かつては病弱で寝たきりの生活であったが、アベルとの出会いで救われた。その際貰った首飾りを今でも大事にしている。
ミント・ペリウィンクル
声：愛媛みかん
身長：164cm、種族：エルフ、サイズ：B88/W54/H87、クラス：エレ・キャスター
アベルとフランの友人。一年前に二人と出会い意気投合し、二人にヴォロミア学園入学を示唆した。見た目よりも経験を積んでおり、無茶をするアベルを制する役目も負っている。
マーヤ・レイウィンド
声：黒岩心々
身長：145cm、種族：ドラゴンレイス、サイズ：B64/W52/H69、クラス：レンジャー/バード
アベルのクラスメイト。幼い外見をしているがれっきとした成人。幼い頃に村に来た冒険者の影響で外の世界に興味を持ち、ヴォロミア学園に入学した。
風織 澄代(かざおり すみよ)
声：榎津まお
身長：156cm、種族：ヒューマン・ガイア、サイズ：B84/W56/H84、クラス：シャーマン
龍国からの留学生。アベルの隣のクラスに所属している。生真面目で礼儀正しい。大図書館で司書の手伝いをしており、その縁でアベルと知り合った。
近藤 重蔵(こんどう じゅうぞう)
声：芦久比剥巳
身長：169cm、種族：ヒューマン・ガイア、クラス：スカウト
アベルのクラスメイト。ジューゾーと呼ばれることが多く、アベルと一緒にバカなことをよくやっている悪友。性は違うが実は澄代の兄である。
ローラ・ジョンソン
声：平野響子
身長：160cm、種族：ヒューマン・ガイア、サイズ：B83/W58/H85、クラス・ナイト
アベルのクラスメイトでライバルギルドのリーダー。世界でも有数の冒険者一族の出身で、新入生の中ではトップクラスの実力の持ち主だが、つまらないことでミスをすることが多い。学園でアベルが最初にパーティを組んだ相手だが、その後のイザコザからアベルのことをライバル視している。
レイフ・エリクソン
声：錫宮那由太
身長：181cm、種族：ヒューマン・ガイア、クラス：ファイター
ローラのお目付け役。歴戦の冒険者で妻と子供もいるが、免許を持たないモグリの冒険者だったため、免許取得とローラのお目付け役を兼ねてヴォロミア学園に入学する。
ソシエ・マガニャン
声：花南
身長：162cm、種族：セラフィ、サイズ：B82/W55/H81、クラス：ビショップ
ヴォロミア学園の自治組織『学生会』の会長。学生レベルを超えた実力の持ち主。アリューシャとは主従の関係だが、本人は友人として捉えている。
次作『GEARS of DRAGOON 迷宮のウロボロス』に登場するジルヴェット・マガニャンの姉。
アリューシャ・クーバー
声：ももぞの薫
身長：171cm、種族：ホーン、サイズ：B84/W59/H88、クラス：サムライ
『学生会』の副会長で学生会直轄組織『執行部』の隊長。武技において学園内最強と目されている。見た目から堅物と思われがちだが、実際には話しやすく、学生からの信頼も厚い。
バフィン・ベリング
声：星一人
身長：170cm、種族：ヒューマン・ガイア、クラス：ナイト
『学生会』の庶務兼『執行部』の副隊長。熱血で面倒見がいい。最近台頭してきた商人の長男で金で地位を買ったという噂を払拭するために学園に入った。
ジョズエ・カルドゥッチ
声：錫宮那由太
身長：180cm、種族：ヒューマン・ルナ、クラス：アルケミスト/プリースト
ヴォロミア学園の学長。かつて冒険者の恋人を失った過去から、彼女のような被害者を二度と出さないために冒険者養成学校を設立した。
ラウラ・エーコー
声：みすみ
身長：165cm、種族：ヒューマン・ガイア、サイズ：B90/W59/H88、クラス：ファイター
ヴォロミア学園の臨時講師。ある騎士団で優秀な戦士あったが、とある事情から謹慎を申しつけられたところをヴォロミア学園に拾われた。一国の騎士団長レベルの実力を持つ。
ガルヴァーニ・バッシ
声：星一人
身長：178cm、種族：エルフ、クラス：マギ・キャスター
アベル達のクラスの担任。エルフらしからぬ大雑把な性格をしており、自分の本を学生に買うように薦めたりと、いつも金に困っている。
ベアトリーチェ
声：朝倉奏美
身長：151cm、種族：デア・マシーナ、サイズ：B70/W53/H71、クラス：ガン・マシーナ
学園の購買の店番。本来の購買の店主が旅立ってしまい、代わりに店番をしている。愛称はヴィーチェだが、そう呼ばれることは少なく、ベアさん、ベアちゃんなどと呼ばれる。丁寧だがキツイ物言いが特徴。
アニス・キャラウェイ
声：西野みく
身長：139cm、種族：リクス、サイズ：B64/W52/H72、クラス：スカウト/アサシン
ヴォロミア学園の臨時講師兼商人。幼くみえるがれっきとした成人。常に金儲けのことばかり考えている。スカウトとしての腕は学生が束になってもかなわないとのこと。
お助けおねーさん
声：ももぞの薫
身長：163cm、種族：ヒューマン・ガイア、サイズ：B86/W61/H85
迷宮内に突如出没する謎の女性。フィーネという名を持っているが、本人はお助けおねーさんと呼ばれることを好む。ピンクの学生服を着ており、学生達からはイタい人物と認識されている。
その正体はかつて街を救った英雄、フェルシナ・ヴォロミアが亜神化(死後、他者の想いなどから人以上の存在になったもの)した姿である。高い戦闘力を持ち、迷宮内の一部を除いた場所に自身や学生を自由に転移させることが可能。
テラ
声：瀬良木若菜
身長：132cm、種族：ヒューマン・ガイア、サイズ：B60/W49/H63
アベル達が迷宮内で保護した少女。救出される以前の記憶を失っており、フランを「おかーさん」、アベルを「おとーさん」と呼び、慕っている。
オルフェ
声：瀬良木若菜
迷宮内で学生達と敵対する謎の存在。黒い騎士の姿をしていることから黒騎士と呼ばれているが、これは本来の身体ではなく、GSプロトと呼ばれるもの。本来の身体はアベル達より少し年下の少女の姿をした一種のデア・マシーナ種だが、ヴァリアントの襲撃により自己修復中である。この自己修復中に人間から保護されやすいように動いている擬似人格がテラである。エアと共に世界をかつての姿に戻すために行動しており、テラのこともいずれ消える存在としか思っていなかったが、彼女を通してアベル達と過ごすことで変化が生じている。
エア
声：花南
第8世代型環境調整用自律思考体。オルフェからは母様と呼ばれている。他者と会う時は女性のイメージを使うが、実際の姿は巨大な部屋を埋め尽くす機械そのもの。かつての人類を愛しており、かつての世界を取り戻そうとしている。

## 用語
機神大戦(きしんたいせん)
本編の五十年前から二十年続いた、人類の存亡をかけた戦い。ここでの二十年は戦端が開かれる前の、ルナ種との交流の期間も含まれる。ルナ種との暫定的な通商条約が結ばれる直前、威竜「レヴィアタン」が復活し、世界に大きな被害を与えた。世界中の人々が力を合わせ、さらにルナ種達が自分達が地球に乗ってきた星間航行艦「ビヴロスト」を決戦兵器「機神エランシア」に改造し、十数年の戦いの末にレヴィアタンを討滅した。
これ以後、暦がHC(Human Century)からMC(Majestic Century)に制定され、本編はMC30年の物語である。
ヴォロミア学園
正式名称は「国立ヴォロミア特殊技能訓練学園」。エミリア共和国、フェルシスの街に存在する、冒険者を育成するための機関。訓練用の本物の迷宮「フェルシナ・ピット」が併設されているのが最大の特徴。本物の迷宮を使っているため危険性があるが、教師陣の尽力と亜神フェルシナの加護により設立から五年間、死亡事故は0である。
竜骸(りゅうがい)
竜の遺骸が変質したもの。周囲の魔物を集める特性と、野生の生物を魔物に変異させる特性を持つ。加工して毒素を取り除くことで魔石や秘石などといった有用な資源となるため、冒険者をこれを集めることを主な目的としている。大きさや純度によって等級が判断される。アベルがかつて冒険者の老人から貰いフランに渡した首飾りは、最上位の一つ下の竜核と呼ばれるものである。
想力(そうりき)
戦士に強力な筋力を与えたり、魔法使いに魔術を与える力。想いの強さでより強力になる。強い想力を行使した場合、「意思光(ウィル・ルミナス)」という発光現象を起こす。ただし普通の人間には見えず、見えるのは同じく意思光を出せる者のみである。
秘石(ひせき)、魔石(ませき)
想力を増幅、補助する力を持った石。竜骸を加工することで精製される。現在の文明を支える重要な資源。秘石は物質の形態を変化させたり、超自然的な現象を起こすことができるもので、機械の身体のデアマシーナを生身の肉体に変化させることも可能。魔石は秘石ほどの力はないが、精錬が容易なのでこちらの方が広く普及している。

### 種族
ヒューマン・ガイア
いわゆる普通の人間。もっとも人口の多い種族。元々地球に住んでいたヒューマンで、他の種族と比べて目立った特徴はないが、特殊な想力を発現させることが多い。
ヒューマン・ルナ
帰還民とも呼ばれる。月から星間航行艦「ビヴロスト」によって地球に来た人々、もしくはその子孫。ガイア種との違いはほとんどなく混血も容易。高い文明水準を持っており、秘石技術などを地上にもたらした。かつてのルナ種は想力が使えなかったが、現在は想力を使えるルナ種も多く存在する。
エルフ
整った顔立ちと尖った耳が特徴の種族。瞬発力と記憶力に優れており、独自の術式である「精奉術式」が口伝されている。平均寿命は150年ほどで青年期が長い。
ホーン
双角族、双角種などとも呼ばれる種族。頭部に一対二本の角があり、肌が黒い。筋力や瞬発力に優れ、武器の扱いに長けており、戦士としての素養が高い。
セラフィ
有翼種とも呼ばれる種族。背中に羽が生えており飛ぶことも可能。術式については全種族の中で最も高い適正を持ち、芸術にも優れた感性を持つ。寿命は四、五十年ほどで肉体的には脆弱である。寿命が短いためか恋愛や性に対して開放的である。ホーン種とコンビを組むことが多い。
リクス
獣人族とも呼ばれる種族。動物の特徴を外見に持つ者達の総称。五大氏族と呼ばれる大きな氏族があり、他にも多種多様な者達が存在する。
ジャイアント
巨人種とも呼ばれる種族。平均身長が2mに達する種族で体力、筋力が優れている。北方の海洋国家が発祥であるため、海戦においても優れた面を発揮する。
ドラゴニア/ドラゴンレイス
竜人種とも呼ばれる種族。男性がドラゴニア、女性がドラゴンレイスと呼ばれる。ドラゴニアは二足歩行の竜と言える外見なのに対し、ドラゴンレイスは人間の女性に角と羽と尻尾を追加したような外見であり、同一種族ながら男女で外見がまったく異なる。想力を使うことはできないが、代わりに副肺という器官から、聞いた者の身体能力を上昇させる竜奏という技能を使うことができる。ドラゴニアは見た目通り力が優れており、ドラゴンレイスは竜奏が優れている。
デア・マシーナ
ルナ種が月世界からつれて来た自律動人形。機械の身体を持っており、すべてが女性。心臓部分に秘石が搭載されており、秘石の力により身体が機械から生身へと変化している。最終的には秘石が心臓となり、変化後はヒューマン・ガイアに分類される。

## スタッフ
- ディレクター：け〜まる
- 企画：鬼影姚二(世界観設定)、け〜まる(ゲームデザイン)
- 原画：トシぞー、丹下ゲンタ
- シナリオ：鬼影姚二、イルカ、内山涼介、け〜まる
- 演出スクリプト：樋舘誠
- システムスクリプト：三間茶屋
- サウンド：流歌，鷺(Reliance:Tone)
- ムービー：木沢スタジオ
- CG監修：トラ
- CG：詠餉、ちゅるり、るいるい

## 関連商品
- 遠望のフェルシス ORIGINAL Sound Track
  - 2010年7月30日発売、ARIEL WAVE、NST-02